# Anello eccellente
In matematica e in particolare in algebra commutativa, un anello quasi eccellente è un anello noetheriano commutativo che si comporta bene rispetto all'operazione di completamento ed è chiamato anello eccellente se è anche universalmente catenaria. Gli anelli eccellenti sono la risposta al problema di trovare classi naturali di anelli con "buone proprietà" che contengano la maggior parte degli anelli che sorgono nello studio della teoria dei numeri e della geometria algebrica. Inizialmente sembrò che la classe degli anelli noetheriani potesse rispondere a questo problema, ma Nagata e altri trovarono diversi peculiari controesempi mostranti che non sempre gli anelli noetheriani hanno le proprietà desiderate: per esempio un anello noetheriano locale normale non è necessariamente analiticamente normale. La classe degli anelli eccellenti è stata definita da Alexander Grothendieck (1965) come candiadata per tale classe di anelli con buone proprietà. Si congettura che gli anelli quasi eccellenti siano gli anelli base per cui il problema della risoluzione delle singolarità possa essere risolto; Heisuke Hironaka l'ha dimostrato in caratteristica 0, ma il caso di caratteristica positiva è ancora un grande problema aperto. Praticamente tutti gli anelli noetheriani che compaiono naturalmente in geometria algebrica o in teoria dei numeri sono eccellenti; in effetti è abbastanza difficile costruire esempi di anelli noetheriani che non sono eccellenti.

## Definizioni
- Un anello {\displaystyle R} contenente un campo {\displaystyle k} è detto geometricamente regolare su {\displaystyle k} se per ogni estensione finita {\displaystyle K} di {\displaystyle k} l'anello {\displaystyle R\otimes _{k}K} è regolare.
- Un omomorfismo di anelli da {\displaystyle R} a {\displaystyle S} è detto regolare se è piatto e per ogni {\displaystyle p\in \mathrm {Spec} (R)} la fibra {\displaystyle S\otimes _{R}k(p)} è geometricamente regolare sul campo residuo {\displaystyle k(p)} di {\displaystyle p.}
- Un anello {\displaystyle R} è detto {\displaystyle G}-anello (o anello di Grothendieck) se è noetheriano e le sue fibre formali sono geometricamente regolari; ossia se per ogni {\displaystyle p\in \mathrm {Spec} (R),} la funzione dall'anello locale {\displaystyle R_{p}} al suo completamento è regolare nel senso suddetto.
- Un anello {\displaystyle R} è detto anello J-2 se per ogni {\displaystyle R}-algebra {\displaystyle S} finitamente generata, i punti singolari di {\displaystyle \mathrm {Spec} (S)} formano un sottoinsieme chiuso.
- Un anello {\displaystyle R} è detto quasi eccellente se è un {\displaystyle G}-anello e un anello J-2.
- Un anello è detto eccellente se è quasi eccellente e universalmente catanaria. In pratica quasi tutti gli anelli noetheriani sono universalmente catenaria, quindi c'è ben poca differenza tra anelli eccellenti e anelli quasi eccellenti.
- Uno schema è eccellente o quasi eccellente se ha un ricoprimento di sottoschemi affini aperti con la stessa proprietà, che implica che ogni sottoschema affine aperto ha questa proprietà.

## Esempi

### Anelli eccellenti
La maggior parte degli anelli commutativi in teoria dei numeri o in geometria algebrica sono eccellenti. In particolare:
- Tutti gli anelli locali noetheriani completi, per esempio i campi e gli anelli {\displaystyle \mathbb {Z} _{p}} degli interi {\displaystyle p}-adici sono eccellenti.
- Tutti i domini di Dedekind in caratteristica 0 sono eccellenti. In particolare l'anello {\displaystyle \mathbb {Z} } degli interi è eccellente. I domini di Dedekind su campi con caratteristica positiva non sono necessariamente eccellenti.
- Gli anelli di serie di potenze convergenti con un numero finito di variabili su {\displaystyle \mathbb {R} } o {\displaystyle \mathbb {C} } sono eccellenti.
- Ogni localizzazione di un anello eccellente è eccellente.
- Ogni algebra finitamente generata su un anello eccellente è eccellente.

### Un anello J-2 che non è un G-anello
Sia {\displaystyle k} un campo con caratteristica {\displaystyle p} con {\displaystyle [k:k^{p}]=\infty ,} dove {\displaystyle k^{p}} è l'immagine di {\displaystyle k} rispetto all'endomorfismo di Frobenius, e sia {\displaystyle A} l'anello delle serie di potenze {\displaystyle \sum _{i=0}^{\infty }a_{i}x^{i}} tali che {\displaystyle [k^{p}(a_{0},a_{1},\ldots ):k^{p}]} sia finito. Allora le fibre formali di {\displaystyle A} non sono tutte geometricamente regolari e quindi {\displaystyle A} non è un {\displaystyle G}-anello. Ma {\displaystyle A} è un anello J-2 poiché tutti gli anelli noetheriani locali di dimensione al più 1 sono anelli J-2. Poiché {\displaystyle A} è un dominio di Dedekind, è anche universalmente catenaria.

### Un G-anello che non è un anello J-2
Sia {\displaystyle R} il sottoanello dell'anello dei polinomi {\displaystyle k[x_{1},x_{2},\ldots ]} in infinite variabili generato dai quadrati e dai cubi delle variabili e sia {\displaystyle S} ottenuto da {\displaystyle R} aggiungendo gli inversi di tutti gli elementi che non appartengono a nessun ideale generato da qualche {\displaystyle x_{i}^{n}.} Allora {\displaystyle S} è un dominio noetheriano 1-dimensionale che non è un anello J-2 poiché {\displaystyle S} ha una singolarità cuspidale in ogni punto chiuso, quindi l'insieme dei punti singolari non è chiuso sebbene {\displaystyle S} sia un {\displaystyle G}-anello. L'anello {\displaystyle S} è anche universalmente catenaria poiché la localizzazione in ogni ideale primo è un quoziente di un anello regolare.

### Un anello quasi eccellente che non è eccellente
L'esempio di Nagata di anello locale noetheriano 2-dimensionale che è catenaria ma non universalmente catenaria è un {\displaystyle G}-anello ed è anche un anello J-2 poiché ogni {\displaystyle G}-anello locale è un anello J-2. Quindi è un anello locale catenaria quasi eccellente che non è eccellente.

## Proprietà
- Ogni anello quasi eccellente è un anello di Nagata.
- Ogni anello locale ridotto quasi eccellente è analiticamente ridotto.
- Ogni anello locale normale quasi eccellente è analiticamente normale.

## Risoluzione di singolarità
Gli anelli quasi eccellenti sono strettamente correlati con il problema della risoluzione delle singolarità, e questo sembra essere stata la motivazione di Grothendieck nel definirli. Grothendieck (1965) ha osservato che se è possibile risolvere le singolarità di tutti gli anelli noetheriani locali interi completi, allora è possibile risolvere le singolarità di tutti gli anelli ridotti quasi eccellenti. Hironaka (1964) l'ha dimostrato per tutti gli anelli noetheriani locali interi completi su un campo di caratteristica 0. Questo implica che ogni singolarità di uno schema eccellente su un campo di caratteristica 0 può essere risolta. Viceversa se è possibile risolvere tutte le singolarità dello spettro di ogni algebra finita intera su un anello noetheriano {\displaystyle R,} allora {\displaystyle R} è quasi eccellente.